# 다카야나기 겐지로

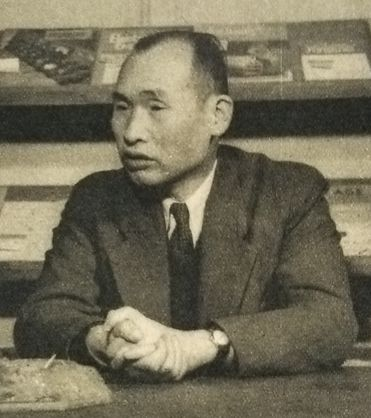
1953년 모습

다카야나기 겐지로(高柳健次郎, 1899년 1월 20일 시즈오카현 하마마쓰시 ~ 1990년 7월 23일 요코스카시)는 일본의 공학자이자 텔레비전 발전의 선구자였다. 서방 세계에서 큰 인지도를 얻지는 못했지만, 세계 최초의 전자식 텔레비전 수신기를 만들었고, '일본 텔레비전의 아버지'로 불린다.